# Les Préludes

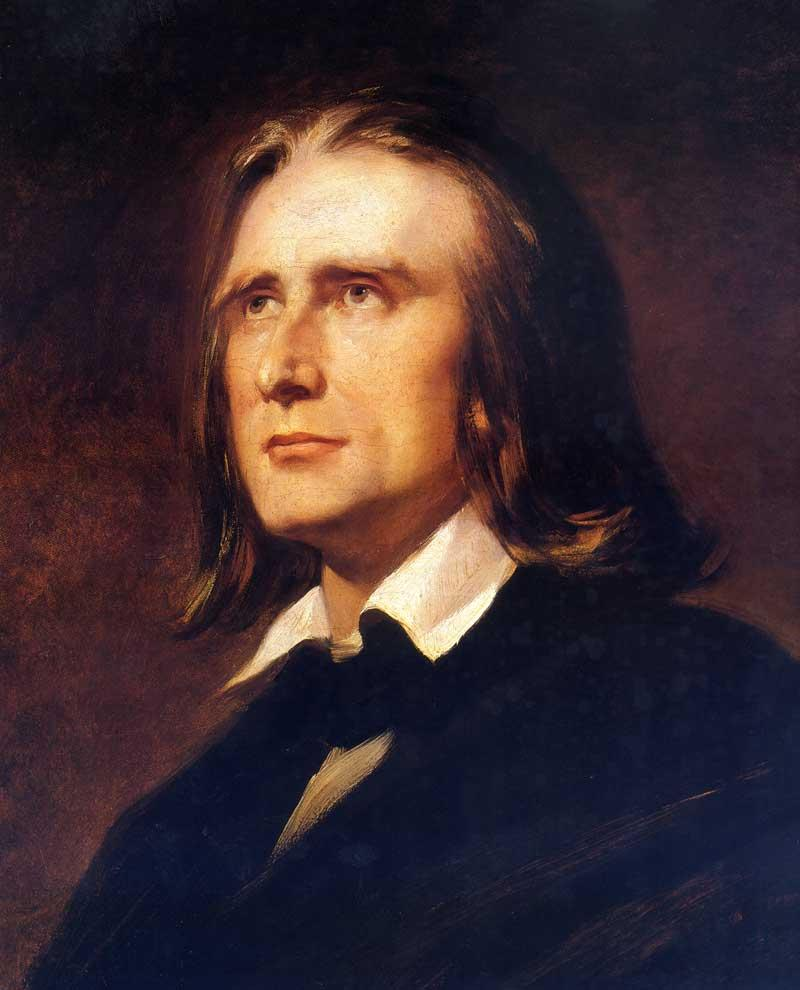
Liszt 1856-ban

A Les Préludes (Prelúdiumok, Előjátékok) Liszt Ferenc legismertebb szimfonikus költeménye (S.97), sorrendben a harmadik ebben a műfajban. A darabot 1854-ben mutatták be Weimarban, és 1856-ban jelent meg nyomtatásban, Lipcsében.

## A darab születése
Liszt 1830-ban ismerte meg Berlioz Fantasztikus szimfóniáját (1833-ban zongoraátiratot is készített belőle), és ettől kezdve maga is a szimfonikus költemény, a programzene újszerű kifejezési formái mellett kötelezte el magát. Az Amit a hegyen hallani és a Tasso című szimfonikus költeményei után került elő a Les Préludes témája. A szimfonikus költemény teljes címe Les préludes (d’après Lamartine), ami arra utal, hogy Alphonse de Lamartine Méditations poétiques (Költői elmélkedések) című műve ihlette, bár valószínűbb, hogy Liszt utólag rendelte művéhez Lamartine költeményét.
A történet – a zenetörténészek szerint – mégsem ennyire egyértelmű. A mű eredetileg egy férfikórusra és két zongorára írott darab nyitányaként keletkezett 1844-ben, amikor Liszt a nyár folyamán Marseille-ben koncertezett. Itt megismerkedett Joseph Antoine Autran költővel, akinek az egyik neki ajándékozott versét, a Les Aquilons-t (Az északi szél; szárnyaló himnusz a szabadsághoz, tizenegy strófában) megzenésítette. A helyi dalárda néhány nap múlva, augusztus 6-án, egy jótékony célú hangversenyen el is énekelte a kórusművet. A következő évben Liszt újabb kórusokat írt Autran másik három költeményére: Les Flots (A hullámok), Les Astres (A csillagok), La Terre (A föld) címmel, hogy a négy kórusból Les Quatre Éléments (A négy elem) címmel ciklust állítson össze, és zenekari nyitányt írjon hozzá. A mű hangszerelését Liszt segédei végezték (August Conradi, majd Joachim Raff), de Liszt 1852–1854 körül teljesen újrahangszerelte a szimfonikus költeményt. A címe ekkorra megváltozott, eltűnt az Autranra való hivatkozás, helyette Lamartine költeményének címét kapta: Les Préludes.
Az 1856-ban, a lipcsei Breitkopf und Härtel által kiadott mű előszavát – tulajdonképpen a mű programját – Liszt írta: „Mi más is életünk, mint előjátékok szakadatlan sorozata ahhoz az ismeretlen dallamhoz, amelynek első, ünnepélyes hangját a halál csendíti meg? A szív fénylő hajnala a szerelem. Melyikünk sorsát nem zavarja azonban meg a boldogság első áradata után a vihar ereje, amely durva leheletével széttépi a gyengéd illúziókat, villámával lesújtja annak oltárát? És melyik mélyen sebzett lélek nem keres ilyen megrázkódtatások után nyugalmat a természet idilli csendjében és saját emlékeiben? A férfi azonban nem sokáig képes ilyen nyugalomban élni, és mikor a trombita felharsan, elsőnek rohan a csatába, a legveszélyesebb posztra, hogy a küzdelemben ismét visszanyerje önmagát és belső erejét.”
A darabot 1854. február 23-án Liszt Ferenc mutatta be a weimari udvari színházban, és azonnal a hangversenytermek standard repertoárdarabjává vált. Ez a népszerűség már szinte zavarta a komponistát, aki később – némi szarkazmussal – Gartenmusiknak, kerti muzsikának nevezte művét.

## A zene
Liszt szimfonikus költeménye egytételes darab, de valójában egy tételbe összefogott négytételes mű. A zeneszerző kiválóan alkalmazza benne a tematikus transzformációt. Vett egy egyszerű dallamot, pár hangból álló motívumot, amit újra és újra felhasznált, megváltoztatva a ritmust, a tempót, pár hangjegyet vagy a játékmódot, és minden témát ebből az alapmotívumból épített fel. A zene egyértelműen követi a szavakban leírt programot, és öt, egymást szünet nélkül (attaca) követő részre tagolódik. A bevezetés a halandó embert mutatja meg, a második a felhőtlen szerelmi boldogságot ábrázolja, a harmadik az élet viharainak bemutatása, a negyedik a természethez való menekülés hangulatát szemlélteti, végül az utolsó rész a harc képével és az epilógussal zárul.

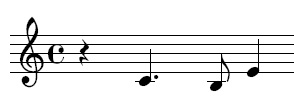
A Les Préludes c–h–e alapmotívuma

Az alapmotívum (a jellegzetes c–h–e hangok) először a bevezetésben – két halk pizzicato C hangot követően – a hegedűkön szólal meg, amit majd a fafúvósok ismételnek meg. A hangok egyre emelkednek, végül a halálra, mint az örök emberi sorsra utaló zenei gondolat 12/8-os ritmusban szólal meg. A következő részben a várt szerelem képe jelenik meg, amit azonban a mélyvonósok heves futamai által jelzett sors témája hasogat meg, végül mégiscsak diadalmaskodik a kürtökön és a brácsákon felhangzó boldog szerelem gondolata. Az idillt azonban rövidesen – a vezértéma módosított alakjának bevezetője után – a rézfúvósok harci témája szakítja félbe, mintegy érzékeltetve az élet küzdelmes oldalát. A vihar lassan elcsendesedik, a meghitt hangulatú idill a megfáradt ember természetben való feltöltődéséről, erőgyűjtéséről szól, egyszerre szólal meg a szerelmi és a természeti téma. Innentől a tempó egyre gyorsul, a rézfúvós hangszerek csatára hívnak, ez ismét a vezérmotívum egyik megjelenése. Már minden a harcról, a küzdelemről szól, hogy a darab végén a győzelmet ünnepeljük a szerelmi téma induló-változatával.
A zenekar hangszerei: két fuvola, egy piccolo, két oboa, két klarinét, két fagott, négy kürt, két trombita, három harsona, egy tuba, üstdob, nagydob, pergődob, cintányér, hárfa és a vonósok.
A Les Préludes-nek a leggyakrabban játszott zenekari változatán kívül készült zongoraverseny-szerű átdolgozása (S.511a), kétzongorás verziója (S.638) és négykezes változata is (S.591).

## Utóélete
A náci időkben a Les Préludes-öt a német rádióhírekben a győzelmek, a katonai sikerek bejelentésekor játszották le zenei aláfestésként. Hiába „kompromittálódott” emiatt a mű, az 1945-ös magyar filmhíradókban is fel-felcsendültek taktusai.